# Nikolaï Oumov
Nikolaï Alexeïevitch Oumov (en russe : Никола́й Алексе́евич У́мов), né le 23 janvier 1846 à Simbirsk (Empire russe) et mort le 15 janvier 1915 à Moscou, est un physicien, mathématicien et philosophe, représentant du cosmisme en philosophie. Il est le premier physicien à concevoir les notions de vitesse et de direction de propagation de l'énergie, ainsi que de densité d'énergie. Il définit ce que l'on appellera plus tard le vecteur de Poynting. La découverte de l'effet Oumov (en) lui est également attribuée.
Sur le plan philosophique, Nikolaï Oumov défend l'idée d'un dynamisme créateur de l'esprit humain qui s'oppose à l'entropie – identifiée aux forces du chaos. D'après lui, l'esprit finira par exercer son empire sur la matière et sur tous les processus à l’œuvre dans la nature grâce à la « raison, armée de la connaissance scientifique ». Il sera possible alors d' « ôter à la vie son caractère de fugacité dans l'évolution de notre planète ».

## Contributions à la physique
Oumov a consacré une grande partie de ses recherches à la compréhension de la notion d'énergie. Il introduit en physique des concepts fondamentaux tels que la vitesse et la direction de propagation du champ électromagnétique (aujourd'hui associées au vecteur de Poynting) et le concept de densité locale de l'énergie. 
Dans ses premiers travaux, durant les années 1870, Oumov identifie l'énergie potentielle à l'énergie cinétique de certains milieux « imperceptibles ». Il établit qu'il est toujours possible de déterminer la localisation des processus énergétiques et de poser la question de leur déplacement. Dans ses travaux suivants, après avoir défini le concept de densité et de mouvement de l'énergie, il formule des équations différentielles pour le calcul du mouvement de l'énergie (par exemple celui du champ électromagnétique) dans les milieux élastiques et fluides.
Oumov est également le premier scientifique à indiquer une corrélation entre masse et énergie en proposant la formule E = kmc2 avec 0,5 =< k =< 1, dès 1873. Entre 1888 et 1891, il étudie expérimentalement la diffusion des ondes électromagnétiques dans des solutions aqueuses, la polarisation de la lumière dans des milieux opaques et découvre l'effet de la dépolarisation chromatique de la lumière. En 1900, il mène une analyse approfondie des formules de Gauss concernant le magnétisme terrestre, ce qui permettra de définir les modifications du champ magnétique terrestre.

## Philosophie
La plupart des idées philosophiques de Nikolaï Oumov sont exposées dans deux ouvrages à caractère prospectif : Evolution des conceptions du monde selon une approche darwinienne et Le rôle de l'homme dans le monde connaissable. Là, il développe une conception évolutionniste et cosmiste du monde où la place de l'homme reste centrale. C'est en effet sur la dynamique évolutive de l'esprit humain que repose d'après lui le sort de la nature, considérée à l'échelle du cosmos. La lutte contre les forces entropiques désorganisatrices à l'œuvre dans la matière devra passer par l'auto-organisation physique et spirituelle de l'homme ainsi que par la concentration de l'énergie utilisée en vue de transformer le monde. C'est alors seulement que l'empire de l'esprit sur la matière finira par s'affirmer.